# II Koncert fletowy (KV 314)
II Koncert fletowy D-dur (KV 314) – koncert na flet i orkiestrę, skomponowany przez Wolfganga Amadeusa Mozarta w 1778. Drugie dzieło Mozarta w tym gatunku. Jest to utwór podobny do Koncertu obojowego, ale kompozytor przerobił go na fletowy.

## CzęściKoncertu
1. Allegro aperto
2. Andante non troppo
3. Allegro